# 北区庁駅
北区庁駅（プックチョンえき）は、大韓民国大邱広域市西区にある大邱交通公社（DTRO）3号線の駅である。駅番号は326。

## 駅構造
相対式ホーム2面2線の高架駅。
のりば
※のりば番号の設定は無し。
| 上り | ●大邱都市鉄道3号線 | 院垈・八達市場・漆谷慶大病院方面 |
| 下り | ●大邱都市鉄道3号線 | 達城公園・西門市場・龍池方面     |

## 駅周辺
- 北区庁
- 古城洞住民センター
- 大邱北部警察署
- 北大邱税務署
- 大邱古城洞郵便局
- 大邱広域市立北部図書館
- 大邱市民運動場
- 国民年金公団西大邱支社
- 韓国電力公社大邱地域本部
- KT北大邱支社
- SKテレコム大邱Network本部
- 大邱達山初等学校
- 大邱達成初等学校
- 大邱一中学校
- 慶一中学校
- 大邱市民運動場野球場
- 大邱フォレストアレーナ
- Eマート七星店
- MEGABOX大邱

## 歴史
- 2015年4月23日: 3号線の開業とともに開業。

## 隣の駅
大邱交通公社
●3号線
院垈駅 (325) - 北区庁駅 (326) - 達城公園駅 (327)